# Sirichai Sangthong
Sirichai Sangthong (thailändisch ศิริชัย สังข์ทอง, * 17. Juli 1999) ist ein thailändischer Fußballspieler.

## Karriere
Sirichai Sangthong erlernte das Fußballspielen in der Jugendmannschaft des Chainat Hornbill FC. Hier unterschrieb er 2020 auch seinen ersten Profivertrag. Der Verein aus Chainat spielte in der zweiten thailändischen Liga, der Thai League 2. Sein Zweitligadebüt für Chainat gab er am 25. Oktober 2020 (11. Spieltag) beim Auswärtsspiel gegen den Nongbua Pitchaya FC. Hier wurde er in der 74. Minute für den Brasilianer Harrison. Die Saison 2021/22 wurde er an den Drittligisten Uttaradit FC ausgeliehen. Mit dem Verein aus Uttaradit spielte er siebenmal in der Northern Region der Liga. Nach der Ausleihe kehrte er nach Chainat zurück. Die Saison 2022/23 wurde er fünfmal in Chainat in der zweiten Liga eingesetzt. Zu Beginn der Saison 2023/24 wechselte er auf Leihbasis zum Drittligisten MH Nakhonsi City FC. Mit dem Klub aus Tha Sala spielte er siebenmal in der Southern Region der Liga. Im Dezember 2023 wechselte er ebenfalls auf Leihbasis zum Ligakonkurrenten Pattani FC. Für den Verein aus Pattani bestritt er zwei Ligaspiele. Nach der Ausleihe kehrte er nach Chainat zurück. Im Dezember 2024 wurde er an den in der Southern Region spielenden Phatthalung FC verliehen.